# Plava laguna
Plava laguna (eng. The Blue Lagoon) je američki igrani film snimljen 1980. pod redateljskom palicom Randala Kleisera. Scenarij Douglasa Daya Stewarta se temelji na istoimenom romanu Henryja De Vere Stacpoolea. Protagonisti su dječak i djevojčica koje su nakon brodoloma ostali sami na usamljenom tropskom otoku usred Pacifika,  radnja prati njihove napore da prežive i, da lišeni roditeljskog odgoja i obrazovanja, suoče s fenomenima kao što su pubertet i ljubav. Film, za koji je glazbu komponirao Basil Poledouris, a snimio ga Néstor Almendros, uspješno je rabio atraktivne pacifičke lokacije kao i glavne glumce - Christophera Atkinsa i Brooke Shields - koji su tumačili protagoniste u adolescentskim godinama. Plava laguna je zato doživjela veliki uspjeh.
S druge strane je nastup Shields, koja je u vrijeme snimanja imala 14 godina, izazvao kontroverze zbog navodne dječje pornografije u scenama u kojima se njen lik pojavljuje bez odjeće. Shields, koja je slične kontroverze bila izazvala s 12 godina u filmu Slatka mala, bila je prisiljena svjedočiti pred Predstavničkim domom američkog Kongresa kako ju je u svim "problematičnim" scenama zamjenjivala odrasla dublerka, odnosno da je njena kosa bila zalijepljena za grudi u toples scenama.
Uspjeh Plave lagune je potakao snimanje filma Paradise s Phoebe Cates koji je rabio sličan zaplet. Sama Plava laguna je godine 1991. dobila nastavak u obliku filma Povratak u Plavu lagunu.

## Radnja
Film se bavi parom veoma mladih brodolomaca koji su dospjeli na pusti otok kad su imali po sedam godina, gdje odrastaju i gdje su upućeni isključivo jedno na drugo s obzirom na to da ostaju na otoku potpuno sami. Kao adolescenti, doživljavaju i ljubav. Sve to vrijeme morali su učiti kako preživjeti u divljoj prirodi koja pruža mnogo mogućnosti (drva od kojih prave kolibu, izobilje hrane, riba, tropskih plodova), ali i mnoge opasnosti, kao što su otrovne životinje. Prepuštajući se uglavnom instinktima opstaju i uspijevaju odgojiti svoje dijete...